# Saint-Cyr-le-Gravelais
Saint-Cyr-le-Gravelais là một xã của tỉnh Mayenne, thuộc vùng Pays de la Loire, tây bắc nước Pháp.